# Hymenophyllum penangianum
Hymenophyllum penangianum är en hinnbräkenväxtart som beskrevs av Matthew, Amp; Christ och Christ. Hymenophyllum penangianum ingår i släktet Hymenophyllum och familjen Hymenophyllaceae. Inga underarter finns listade.